# سيدة القطار (فلم)
سيدة القطار ، فيلم سينمائي مصري أبيض وأسود. الفيلم من إنتاج عام 1952. تمثيل:ليلى مراد، يحيى شاهين، عماد حمدي، زينات صدقي، فردوس محمد وسراج منير ومن إخراج يوسف شاهين.

## الأغاني
في الفيلم ست أغان، هي:
| الأغنية               | الملحن       | المؤلف       |
| --------------------- | ------------ | ------------ |
| من بعيد يا حبيبي بسلم | محمود الشريف | بيرم التونسي |
| فين رحتي يا صغيرة     | محمود الشريف | بيرم التونسي |
| الحلوة ح تنام         | حسين جنيد    | بيرم التونسي |
| يا بهية               | حسين جنيد    | بيرم التونسي |
| دور يا موتور          | حسين جنيد    | بيرم التونسي |
| خش عندي اصطاد سمك     | إبراهيم حجاج | بيرم التونسي |

## وصلات خارجية
- سيدة القطار على موقع IMDb (الإنجليزية)
- سيدة القطار على موقع قاعدة بيانات الأفلام العربية
- سيدة القطار على موقع ألو سيني (الفرنسية)
- سيدة القطار على موقع فيلمافينيتي (الإسبانية)
- سيدة القطار على موقع قاعدة بيانات الفيلم (الإنجليزية)
- سيدة القطار على موقع ليتربوكسد (الإنجليزية)
- سيدة القطار على موقع كينوبويسك (الروسية)